# Stoupačka

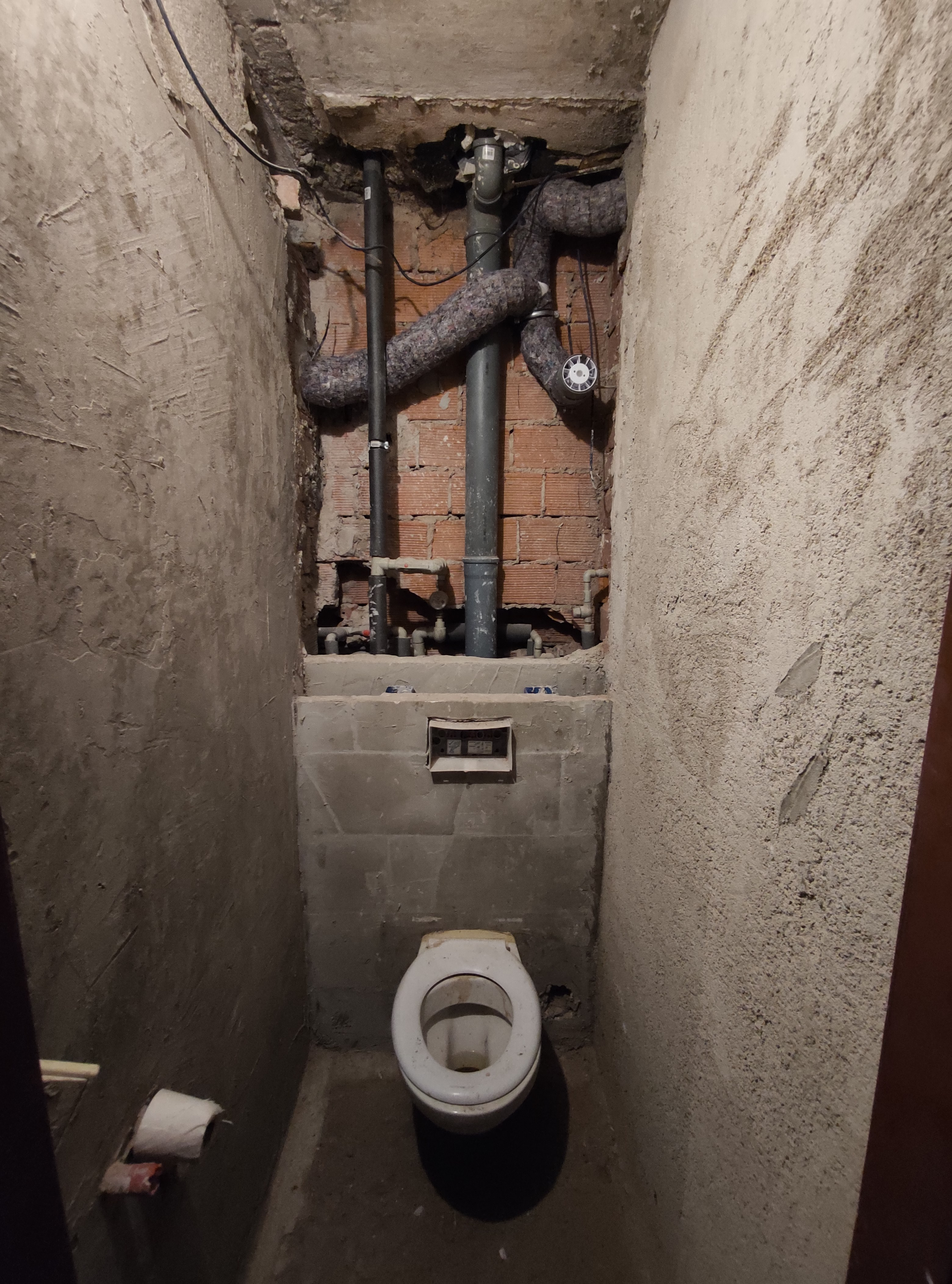
Příklad nově zrekonstruované stoupačky při rekonstrukci bytu

Stoupačka čili stoupací vedení je svislé potrubí nebo technické vedení, které slouží k rozvodu vody, kanalizace, plynu, topení, elektrických kabelů nebo jiných médií v budovách. Obvykle je součástí vícepodlažních staveb, kde propojuje jednotlivá patra a přivádí do nich potřebné rozvody. Stoupačky bývají umístěny v technických šachtách nebo stěnách, aby byly snadno přístupné pro údržbu a opravy.